# Kormilevida
Kormilevida is een geslacht van wantsen uit de familie van de Reduviidae (Roofwantsen). Het geslacht werd voor het eerst wetenschappelijk beschreven door van Doesburg in 1997.

## Soorten
Het genus is monotypisch en bevat alleen de volgende soort:

- Kormilevida iviei (Kormilev & van Doesburg, 1991)